# Brian Sims
Brian Kendall Sims (sinh ngày 16 tháng 9 năm 1978) là thành viên đảng Dân chủ của Hạ viện Pennsylvania ở quận 182.  Được bầu vào năm 2012, Sims cũng là một luật sư và nhà hoạt động về quyền công dân LGBT. Sims là nhà lập pháp bang được bầu công khai đồng tính đầu tiên trong lịch sử Pennsylvania. Ông đã giành được tái đắc cử vào ngày 6 tháng 11 năm 2018.

## Đầu đời và giáo dục
Sims sinh ra ở Washington, D.C., là con trai của hai Trung tá Lục quân gốc Ireland. Sims được lớn lên trong Nhà thờ Công giáo nhưng đã ngừng tham dự nhà thờ năm 16 tuổi. Sims sống ở mười bảy bang trước khi định cư ở Pennsylvania vào đầu những năm 1990. Sau đó, ông hoàn thành chương trình học đại học tại Đại học Bloomsburg, ở Bloomsburg, Pennsylvania vào năm 2001. Năm 2000, Sims là đồng đội trưởng của đội bóng đá Đại học Bloomsburg, và được công nhận là một học giả vận động viên. Trong mùa giải năm 2000, mùa giải dài nhất trong lịch sử của trường Division II, Sims công khai là đồng tính với đồng đội của mình. Khi làm như vậy, đội trưởng toàn Mỹ và đội trưởng khu vực đã trở thành đội trưởng bóng đá đại học đồng tính công khai duy nhất trong lịch sử NCAA.
Năm 2004, Sims lấy bằng J.D. về Luật So sánh và Quốc tế tại Trường Luật Đại học Bang Michigan. Năm 2013, Sims đã hoàn thành chương trình Trường Chính phủ John F. Kennedy của Đại học Harvard dành cho các Giám đốc điều hành cấp cao trong chính quyền địa phương và tiểu bang với tư cách là Thành viên lãnh đạo Chiến thắng LGBTQ Bohnett.